# Claudia Cobizev

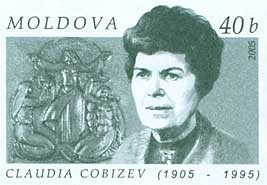
Claudia Cobizev (Briefmarke der moldawischen Post 2005)

Claudia Cobizev (russisch Клавдия Кобизева; * 1. Märzjul. / 14. März 1905greg. in Chișinău; † 1995 ebenda) war eine russisch-rumänisch-sowjetisch-moldauische Bildhauerin.

## Leben
Claudia Covizev studierte 1926–1931 Bildhauerei an der Kunstschule Chișinău (Școala de Arte din Chișinău) bei Alexandru Plămădeală. Sie studierte dann weiter an der Académie royale des Beaux-Arts de Bruxelles bei V. Rousseau und Rimbaud bis 1934 und schließlich an der Akademie der Künste in Bukarest bei Cornel Medrea bis 1936. Darauf kehrte sie nach Bessarabien zurück.
Nach der Gründung der Moldauischen Sozialistischen Sowjetrepublik im August 1940 schuf Covizev Skulpturen von moldauischen Frauen und Werktätigen. Bekannte Werke sind Kopf einer Moldauerin (Holz, 1947), Holzfäller (Gips, 1962), Möge immer Frieden sein! (Gips, 1965), das Hautrelief Auf befreitem Land (Gips, 1967). Die meisten Werke werden im Kunstmuseum Chișinău aufbewahrt. Die Bronze-Skulptur Die Gaben Moldaus (1959) wurde in Tiraspol aufgestellt.

## Ehrungen, Preise
- Volkskünstlerin der Moldauischen SSR (1965)[1]
- Staatspreis der Moldauischen SSR (1968) für das Hautrelief Auf befreitem Land[1]
- Orden des Roten Banners der Arbeit
- Ehrenzeichen der Sowjetunion[1]